# مارک ویلیامز (بازیکن فوتبال، زاده ۱۹۸۱)
مارک ویلیامز (انگلیسی: Mark Williams؛ زادهٔ ۱۹ اکتبر ۱۹۸۱) بازیکن فوتبال اهل بریتانیا است.
از باشگاه‌هایی که در آن بازی کرده‌است می‌توان به باشگاه فوتبال بارنت و باشگاه فوتبال برنتفورد اشاره کرد.